# Резолюция 192 на Съвета за сигурност на ООН
Резолюция 192 на Съвета за сигурност на ООН е приета единодушно на 20 юни 1964 г. по повод Кипърския въпрос.
Като взема предвид представения от генералния секретар доклад от 4 март 1964 г., с Резолюция 192 Съветът за сигурност изказва своята благодарност за положените от него усилия за изпълнението на резолюции 186 (1964) и 187 (1964) и отново потвърждава техните разпоредби, призовавайки всички страни да се придържат към тях. С последната точка на резолюцията Съветът за сигурност удължава срока на престой на Мироопазващите сили на ООН, разположени в Кипър, за допълнителен период от още три месеца - до 26 септември 1964 г.